# مايرون بريور
مايرون بريور (بالإنجليزية: Myron Pryor)‏ هو لاعب كرة قدم أمريكية أمريكي، ولد في 13 يونيو 1986 في لويفيل في الولايات المتحدة.

## وصلات خارجية
- مايرون بريور على موقع مرجع كرة القدم المحترفة.كوم (الإنجليزية)